# Kopcsik Lajos
Kopcsik Lajos (Sajószentpéter, 1941. augusztus 23. – 2022. június 19. vagy előtte) cukrász Oscar-díjas és Venesz-díjas, Guinness-rekorder cukrász, világ- és olimpiai bajnok cukrászmester, a Kopcsik Marcipánia névadója és vezető művésze, Eger (1999) és Sajószentpéter (2007) díszpolgára.

## Élete
Az általános iskola után Smida Pál mestercukrász tanítványa lett. Mivel mestere iparengedélyét bevonták, 1956-ban kénytelen volt átjelentkezni a Borsodi Vendéglátó Vállalathoz, ahol Csányi László lett a mestere. Tanulmányait 1959-ben, kitüntetéssel végezte. A vállalat kazincbarcikai cukrászüzemében állt munkába, és 1962-ben üzemvezető-helyettes, majd 1964-ben üzemvezető lett. Közben 1963-ban letette a mestervizsgát. A vendéglátóipari szakérettségit 1977-ben kapta meg.
1988-ban családi okok miatt Egerbe költözött. A megyeszékhelyen a Panoráma Szálloda és Vendéglátó Vállalat cukrászüzemét vezette, majd önállósulva előbb a Marcipán cukrászda, később a Kopcsik cukrászda vezetője lett. Eközben mindvégig támogatta, segítette a fiatal cukrászok képzését, nevelését.

## Díjai, elismerései
1960 óta vesz részt a jelentősebb megyei és országos cukrászversenyeken, amelyek mindegyikén első díjat szerzett. 1970-ben Budapesten tartották a Szakácsegyesületek Világszövetségének 14. kongresszusát. A kongresszus tiszteletére rendezett Országos Szakács- és Cukrászművészeti Kiállításon Kopcsik Lajos munkáiért az első díj mellé megkapta a világszövetség ezüstserlegét, majd még abban az évben a mestercukrász kitüntetést.
1974-ben aranyérmet kapott a bécsi WIKA (cukrász-szakács) versenyen.
1977-ben a Salon Culinaire Mondial bázeli világkiállátásáról ugyancsak aranyéremmel tért haza, a munkáiról készült fényképek pedig bekerültek a svájci cukrász Aranykönyvbe.
1977-ben és 1982-ben is aranyérmet kapott Prágában, a Gastro Prag nemzetközi szakmai versenyen.
1986-ban Luxemburgban az EXPO Gast világbajnokságon egyéniben és csapatban is aranyérmet nyert; ő lett a cukrászat nem hivatalos világbajnoka.
1987-ben megkapta a Szolgálat a Magyar Gasztronómiáér kitüntetést.
1988-ban a frankfurti szakácsolimpián kapott a magyar csapat tagjaként aranyérmet és cukrász Oscar-díjat.
Elsőként ő vehette át a Magyar Cukrászok és Szakácsok Szövetségének 1989-ben alapított és Venesz Józsefről elnevezett díját.
1996-ban a berlini szakácsolimpián tíz munkájával indult, és mind a tízzel aranyérmet nyert — ilyesmi korábban egyszer sem fordult elő az olimpiák történetében.
1997-ben Karlsruhéból négy aranyérmet hozott haza. Ez év augusztus 20-án megkapta a Magyar Köztársasági Érdemrend kiskeresztjét, 1998. augusztus 20-án pedig a Heves megyéért díjat.
1998-ban Luxemburgban a gasztronómiai világbajnokságon hat arany, három ezüst- és három bronzérmet nyert el.
2001-ben bekerült a Guinness Rekordok Könyvébe:
- három és fél négyzetméteres, cukorból készült faliképével (ez Egerben, az Offi-házban látható) és
- a berlini olimpián szerzett tíz aranyérmével.

2002-ben megkapta a Pro Turismo díjat.
2005-ben:
- Egerben megnyílt műveinek önálló kiállítása, a Kopcsik Marcipánia;
- megkapta a Német Szakácsszövetség arany életműdíját;
- az Első Magyar Fehérasztal Lovagrend tagja lett.

2006-ban:
- Eger csillaga emlékplakett;

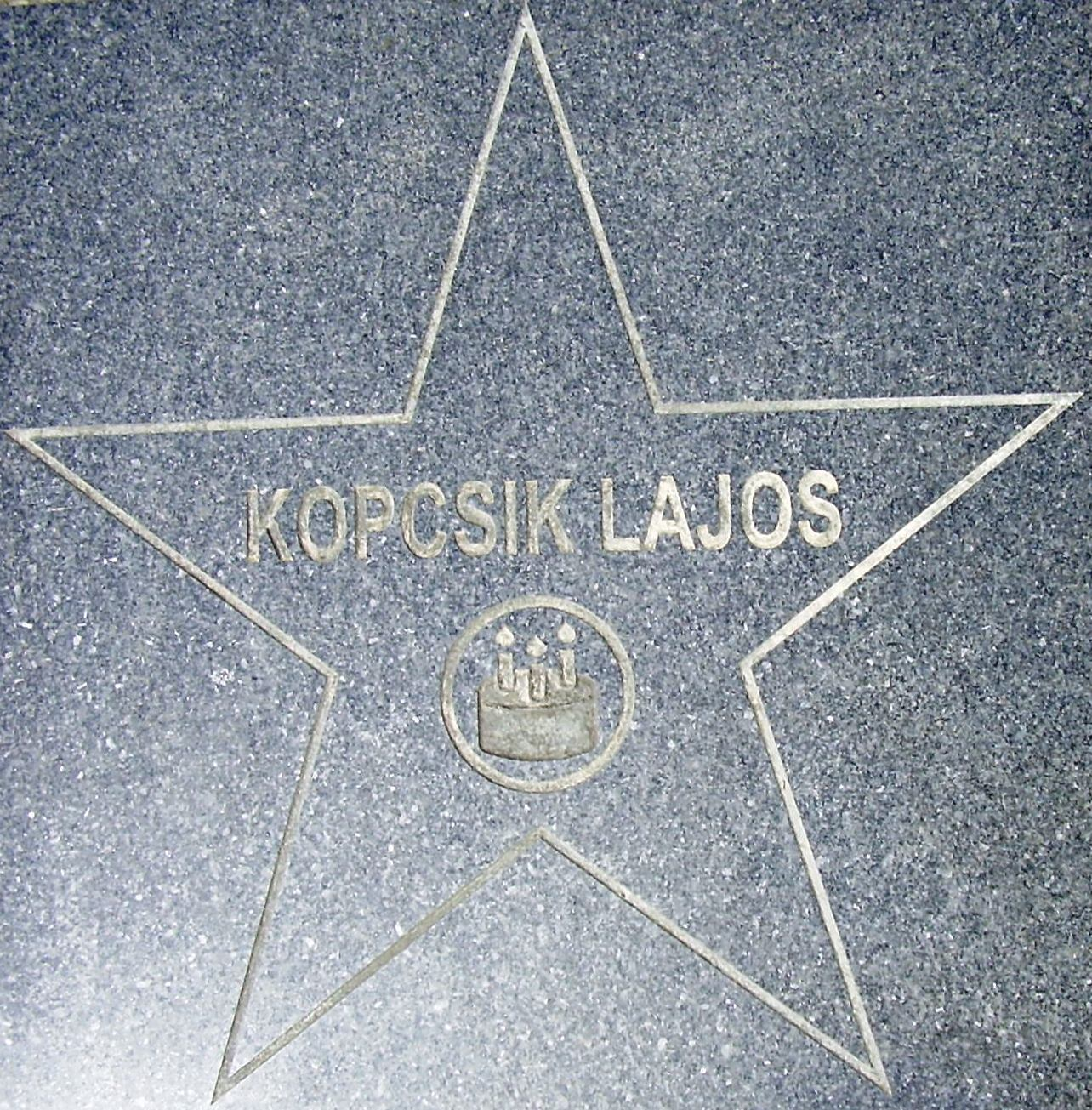
Kopcsik Lajos csillaga Kazincbarcikán

- Kazincbarcika csillaga (márványtábla a város főterén);
- Heves Megyei Prima díj.

2007-ben:
- az Első Magyar Fehérasztal Lovagrend nagykeresztje,
- a Magyar Köztársasági Érdemrend tisztikeresztje

Portréfilmek:
- 2000, Magyar Televízió, Millenniumi Mesék sorozat;
- 2002.

Könyv: a Magyar Cukrász Iparosok Országos Ipartestületének kiadványa: A cukrász (2006).
Munkái a világ számos köz-, illetve magángyűjteményében megtalálhatók.